# Le Sphinx (film, 1920)
Pour les articles homonymes, voir Sphinx.
Le Sphinx (en italien : La sfinge) est un film muet italien réalisé en 1920 par Roberto Roberti, avec Francesca Bertini.

## Fiche technique
- Titre : Le Sphinx
- Titre original : La sfinge
- Réalisation : Roberto Roberti
- Scénario : Octave Feuillet
- Maison de production :	Caesar Film, Bertini Film
- Durée : 52 min environ (longueur bobine 1 384 m)
- Données techniques : Film muet - B/N
- Genre : drame
- Pays :  Royaume d'Italie
- Année : 1919

## Distribution
- Alberto Albertini
- Francesca Bertini
- Giuseppe Farnesi
- Elena Lunda
- Mario Parpagnoli
- Augusto Poggioli